# منتخب إيطاليا تحت 15 سنة لكرة القدم
منتخب إيطاليا تحت 15 سنة لكرة القدم (بالإيطالية: Nazionale Under-15 di calcio dell'Italia)‏ أو الأتزوريني (بالإيطالية:  Azzurrini)‏ هو ممثل إيطاليا الرسمي في رياضة كرة القدم للفئة العمرية أقل من 15 سنة، يشرف على إدارته الاتحاد الإيطالي لكرة القدم، وتم تكوينه رسميا في موسم 2011-12.

## التاريخ
في الماضي كان تكوين منتخب إيطالي للفئة العمرية تحت 15 سنة يعتمد أساسا على نتائج منتخب تحت 17 سنة.
عادةً؛ عند فشل منتخب إيطاليا تحت 17 سنة في التأهل إلى بطولة أمم أوروبا تحت 17 سنة يصبح الفريق بانتهاء الموسم غير المؤهل للمشاركة في نفس الفئة العمرية للموسم المقبل، وهكذا يتحول إلى منتخب إيطاليا تحت 18 سنة، ويعوض بمنتخب إيطاليا تحت 16 سنة، ويتم تكوين منتخب بديل للفئة العمرية تحت 16 بتشكيل جديد بحد سني أقل من 15 سنة.
في هذا السياق يعود أول ظهور لتشكيل يمثل إيطاليا في فئة تحت 15 سنة إلى 24 مارس 1992، حين استضاف منتخب إسبانيا تحت 15 سنة نظيره الإيطالي في مباراة ودية انتهت بانتصار الأتزوريني بهدفين مقابل لا شيء، سجلهما كل من دي فرانتشيسكو وتوتي. وفي 6 يونيو من نفس السنة سيخوص لقاءا وديا ثانيا في مواجهة منتخب إنجلترا تحت 15 سنة على أرضية ملعب ويمبلي، انتهى بنتيجة التعادل 1-1. بعد أيام قليلة سيشارك نفس التشكيل الإيطالي في دورة باولو فالينتي الودية للفتيان، وسيخوض أربع مباريات، متكبدا ثلاث هزائم أمام كل من: المجر (1-0)، وتركيا (2-1)، وإسبانيا (1-0). ومحققا تعادلا يتيما أمام رومانيا (1-1).
بنفس السيناريو سيتكرر ظهور تشكيل إيطالي للفئة العمرية تحت 15 سنة (دون أن يكون منتخبا قائم الذات كغيره من منتخبات الفئات الأعلى) كلما اقتضت الحاجة من 1994 إلى 2001. وفي موسم 2002-03 سيشهد أول ظهور منفصل لمنتخب إيطاليا تحت 15 الذي شارك في بطولة ودية في يونيو 2003. كما تم تنظيم معسكر تدريبي صيفي لمنتخب تحت 14/15 سنة 2005. وهو الأمر الذي تكرر في مواسم تالية.
في موسم 2011-12 سيتم تكوين منتخب رسمي للفئة العمرية تحت 15 سنة، يمثل إيطاليا في الدوريات والبطولات الودية والرسمية، ويغذي منتخب إيطاليا تحت 16 سنة بغض النظر عن نتائج منتخب إيطاليا تحت 17 سنة.
يتم اختيار غالبية عناصر المنتخب من اللاعبين الممارسين بالبطولة الإيطالية للفتيان «جيوفانيسيمي» تحت 15 سنة.

## وصلات خارجية
- الاتحاد الإيطالي (موقع رسمي من أجل أخبار المنتخب)